# Saber Ben Frej
Saber Ben Frej (arabe : صابر بن فرج), né le 3 juillet 1979 à Kerker, est un footballeur tunisien.

## Biographie
Il évolue dès ses débuts à l'âge de quinze ans puis à l'Étoile sportive du Sahel avant d'être prêté à plusieurs clubs du pays et de retourner à son club d'origine. Avec ce dernier, il remporte d'importants trophées comme le championnat 2006-2007, la coupe de la confédération 2006 et la Ligue des champions de la CAF 2007.
Au mercato d'hiver de la saison 2007-2008, il décide de donner un nouveau tournant à sa carrière et s'engage pour quatre ans auprès de l'équipe du Mans en janvier 2008. Il est sélectionné pour disputer la coupe d'Afrique des nations 2006 avec l'équipe nationale. Il est par la suite conseillé par Roger Lemerre, de retour de la CAN 2006. Il est recruté au mercato d'hiver pour pallier la fin de la saison au probable départ de Jean Calvé, qui partira  comme prévu libre de tout contrat. Il dispute ainsi cinq matchs de CFA et semble satisfaire Yves Bertucci qui en fait son titulaire au poste d'arrière droit sans véritable alternative. Pour la saison 2009-2010, l'entraîneur portugais Paulo Duarte ne lui fait jouer qu'un seul match sur vingt disputés par l'équipe.
Malgré le remplacement de Duarte par Arnaud Cormier, Ben Frej rompt son contrat à l'amiable le 3 janvier 2010 et rejoint l'Espoir sportif de Hammam Sousse. La saison suivante, il rejoint le staff technique de l'Étoile sportive du Sahel.

## Clubs
- juillet 1999-janvier 2008 : Étoile sportive du Sahel (Tunisie)
- janvier 2008-janvier 2010 : Le Mans UC (France)
- juillet 2010-juillet 2011 : Espoir sportif de Hammam Sousse (Tunisie)